# Liwa Abu al-Fadhal al-Abbas
Liwa Abu al-Fadhal al-Abbas (em português: Bandeira de Abu al-Fadhal al-Abbas, também conhecida como Brigada al-Abbas, em árabe: كتائب العباس, ou Kata'ib al-Abbas) era uma milícia xiita que atuava na Síria. Seu nome é uma homenagem a Al-Abbas ibn Ali, um herói muçulmano da antiguidade. Este grupo tinha ligações com o governo sírio de Bashar al-Assad e lutava ao lado de suas forças na guerra civil que assolava o país. A maioria dos combatentes desta milícia são de origem síria, mas combatentes de outras nacionalidades também se juntaram a esta brigada. Entre maio e junho de 2013, segundo o jornal britânico Reuters, um racha dentro da milícia entre membros sírios e estrangeiros fez com que o grupo se dividisse, com uma unidade com comando independente sendo formada apenas com estrangeiros.